# Ratos e Urubus, Larguem Minha Fantasia
Ratos e Urubus, Larguem Minha Fantasia foi o enredo apresentado pela Beija-Flor no desfile das escolas de samba do Rio de Janeiro do carnaval de 1989. O samba-enredo homônimo foi composto por Betinho, Glyvaldo, Zé Maria e Osmar e interpretado no desfile por Neguinho da Beija-Flor. Com o desfile, a escola conquistou o vice-campeonato do carnaval, perdendo o título para a Imperatriz Leopoldinense, que desfilou com o histórico samba-enredo "Liberdade, Liberdade, Abre as Asas Sobre Nós". As duas escolas somaram a mesma pontuação final, mas, seguindo o regulamento do concurso, as notas descartadas foram reutilizadas para efeito de desempate. A escola de Nilópolis obteve três notas abaixo da máxima, enquanto a Imperatriz recebeu nota máxima de todos os jurados. A Beija-Flor perdeu pontos em Evolução, Conjunto e Samba-enredo, com uma polêmica justificativa do julgador João Máximo, que considerou o refrão do samba nilopolitano "ofensivo à língua portuguesa".
O enredo da Beija-Flor, criado pelo carnavalesco Joãosinho Trinta, é uma crítica social que utiliza os conceitos de lixo e de luxo como metáforas para questionar temas como política, sexo e religião. O enredo começa com um convite para que os mendigos participem do "grande baile" promovido no desfile. Seguindo o delírio do enredo, mendigo, pedintes, loucos, profetas da rua, meretrizes, travestis, pivetes, catadores de papel, catadores de alimento nas feiras, entidades espirituais e todo o povo que vive nas ruas, fazem do lixo suas fantasias para participar do "grande baile". Acusado de não saber trabalhar com pouco dinheiro, Joãosinho preparou um desfile usando materiais baratos, sucata e sobras de carnavais anteriores.
Na antevéspera do desfile, a Justiça do Rio acatou um pedido da Arquidiocese do Rio de Janeiro para proibir a exibição do carro abre-alas da escola, que tinha uma reprodução da estátua do Cristo Redentor, vestindo trapos, emergindo de uma favela, cercada por mendigos. O diretor de carnaval, Laíla, teve então a ideia de cobrir a escultura com um plástico preto e pendurar uma faixa com a inscrição "Mesmo proibido, olhai por nós!", transformando a alegoria numa das imagens mais marcantes do carnaval contemporâneo. No Desfile das Campeãs, novamente a Justiça proibiu a exibição do "Cristo mendigo", autorizando o desfile da alegoria coberta e sem a faixa. Apesar dos apelos dos diretores da escola, componentes arrancaram o plástico durante o Desfile das Campeãs, deixando apenas a cabeça e a mão direita do Cristo cobertas. O desfile teve ainda Amir Haddad e seu grupo teatral, o Tá na Rua, na Comissão de Frente; Marco Aurélio e Rosária estreando no posto de mestre-sala e porta-bandeira; e figurinos de Viriato Ferreira.
O desfile foi aclamado pela imprensa com adjetivos como "antológico", "apoteótico", "chocante", "incrível", "inovador" e "revolucionário". Em pesquisa realizada pela Rádio Globo com o público presente no Sambódromo, a Beija-Flor foi eleita a melhor escola das duas noites de apresentação. A Beija-Flor foi a campeã do Estandarte de Ouro de 1989, recebendo quatro prêmios: melhor escola; melhor enredo; Personalidade do Ano para Joãosinho Trinta; e melhor mestre-sala para Marco Aurélio. "Ratos e Urubus" é comumente listado entre os melhores desfiles da história do carnaval carioca. Virou peça teatral, é citado em livros, ganhou exposição, inspirou músicas e é constantemente referenciado em desfiles carnavalescos.

## Antecedentes
A história da Beija-Flor pode ser dividida entre antes e depois de Joãosinho Trinta. Com a chegada do carnavalesco em 1975 e o apoio do banqueiro do jogo do bicho Anísio Abraão David, a escola foi tricampeã consecutiva, conquistando os títulos dos carnavais de 1976, 1977 e 1978. Os desfiles assinados por Joãosinho mudaram a estética do carnaval, com alegorias grandes e muito luxo. A agremiação ainda foi campeã em 1980 (empatada com Imperatriz e Portela) e em 1983, conquistando cinco títulos em oito anos. A Beija-Flor chegou ao carnaval de 1989 enfrentando um jejum de cinco anos sem vitórias. O último título conquistado pela escola foi no carnaval de 1983, com o enredo "A Grande Constelação das Estrelas Negras". A escola ainda foi vice-campeã nos carnavais de 1985 e 1986. Ao mesmo tempo que Joãosinho Trinta colecionava títulos e admiradores, também recebia críticas de sambistas conservadores, que criticavam o excesso de luxo em seus carnavais, colocando em segundo plano o ritmo, o canto e a dança, elementos tradicionais do samba. Foi respondendo a uma dessas críticas que o carnavalesco disse a famosa frase: "O povo gosta de luxo, quem gosta de miséria é intelectual". Acentuando as críticas, o carnaval de 1988 foi vencido pela Unidos de Vila Isabel com o histórico "Kizomba, Festa da Raça", um desfile considerado "barato", realizado com materiais simples. A vice-campeã foi a Mangueira, também com um desfile "singelo". A Beija-Flor de Joãosinho foi a terceira colocada com um dos desfiles mais luxuosos da época. Num rompante de emoção, Joãosinho declarou que o júri gostava de premiar as escolas "menos luxuosas" e afirmou que, após a vitória de "Kizomba", faria um "desfile de mendigos".

## O enredo

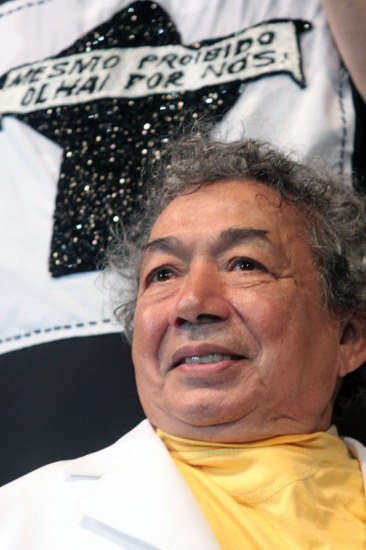
Joãosinho Trinta, carnavalesco e autor do enredo da Beija-Flor.

"Ratos e Urubus, Larguem Minha Fantasia" é uma crítica social que utiliza os conceitos de lixo e de luxo como metáforas para questionar temas como política, sexo e religião. O enredo começa com um convite para que os mendigos participem do "grande baile" promovido no desfile. De acordo com o delírio do enredo, mendigo, pedintes, loucos, profetas da rua, meretrizes, travestis, pivetes, catadores de papel, catadores de alimento nas feiras, entidades espirituais e todo o povo que vive nas ruas, fazem do lixo suas fantasias para participar do "grande baile". Segundo a sinopse do enredo, escrita por Joãosinho Trinta, ele "foi provocado pela percepção da enorme quantidade de sujeira, de lixo que nos cerca e nos está sufocando. É o lixo físico, mental e espiritual deste país. É o lixo da falta de amor, da honestidade e do respeito à vida. Tremendas falhas que vem provocando o aumento do grande povo de rua abandonado, escorraçado e esquecido. Quantidade enorme de mendigos, famintos, desocupados, loucos, pivetes, meretrizes, travestis povoam os espaços do Brasil. É a falta de empregos, de orientação e tantas outras carências. Por outro lado existe um luxo causador de tantas calamidades. É o luxo de gastarem milhões de dólares com armamentos, politicagem, igrejas, negociatas e tantas outras falcatruas". A ideia do enredo surgiu em 1988, durante uma turnê da Beija-Flor em Londres. Durante um passeio a noite, com sua assistente, Marly Alvarenga, João avistou uma mendiga com a roupa picotada em tiras, o que, em sua visão, lhe conferia certa elegância. Segundo Joãosinho, ele também foi impactado pelo decreto de falência da cidade do Rio de Janeiro em 1988. Após a escolha do enredo, o carnavalesco teve dificuldade para convencer a comunidade da Beija-Flor a aceitar o tema.
"Os primeiros a aceitar a ideia foram os jovens, que não têm dinheiro para fantasias caras. Precisei dar muitas explicações a presidentes de alas e só 'dobrei' certos integrantes da escola graças à diretoria, que sempre me deu liberdade de trabalho."
— Joãosinho Trinta, sobre o processo de convencimento da comunidade sobre o enredo.

## O samba-enredo
|                                                    | "Ratos e Urubus, Larguem Minha Fantasia" Trecho do samba-enredo do desfile na voz de Neguinho da Beija-Flor. |
| Problemas para escutar este arquivo? Veja a ajuda. | |

O samba-enredo do desfile foi composto por Betinho, Glyvaldo, Zé Maria e Osmar. De letra curta e melodia alegre, a obra brinca com a dualidade entre o lixo e o luxo ("Reluziu... é ouro ou lata? / Formou a grande confusão / Qual areia na farofa / É o luxo e a pobreza / No meu mundo de ilusão"). O primeiro refrão tem os versos "Xepa de lá pra cá xepei / Sou na vida um mendigo / Da folia eu sou rei". O refrão principal ("Leba larô, ôôôô / Ebó lebará, laiá, laiá ô") é um cântico em saudação às "entidades de rua" (Exus e Pombajiras), contempladas em parte do enredo. "Leba" e "lebará" (Ẹlẹ́gbára) são qualidades de Exú. "Ebó" é uma oferenda aos orixás; enquanto "larô" é uma abreviação de "laroyê", uma saudação a Exú. O samba foi oficialmente lançado no álbum Sambas de Enredo das Escolas de Samba do Grupo 1A - Carnaval 89, com interpretação de Neguinho da Beija-Flor.

## O "Cristo mendigo"
Originalmente, o carro abre-alas do desfile, criado por Joãosinho Trinta, seria uma reprodução dos Arcos da Lapa cercados por uma favela. Diretor de carnaval e de harmonia da escola, Laíla sugeriu ao carnavalesco criar um "Cristo mendigo" saindo da favela. Joãosinho acatou a ideia e assim surgiu a icônica alegoria: uma reprodução da estátua do Cristo Redentor, vestindo trapos, emergindo de uma favela, cercada por mendigos. Uma semana antes do desfile, houve um incêndio no barracão da Beija-Flor com o fogo atingindo o carro abre-alas. No dia seguinte, quando os funcionários da escola começariam a reconstrução, o carnavalesco os impediu, avisando que a alegoria queimada tinha ficado exatamente como ele queria e ninguém deveria mexer nela. No sábado de antevéspera do desfile, o juiz Carlos Davidson de Meneses Ferrari, da 15.ª Vara Cível do Rio, assinou uma liminar proibindo a exibição do "Cristo mendigo", e de duas alegorias da escola de samba Tradição, com reproduções do Cristo Redentor e de São Sebastião. O juiz acatou um pedido da Arquidiocese do Rio de Janeiro, circunscrição eclesiástica da Igreja Católica responsável pela manutenção do Cristo Redentor. O assessor de imprensa da Arquidiocese, Adionel Cunha, declarou que o Arcebispo do Rio de Janeiro, Dom Eugênio Sales, "não é contra as escolas de samba ou o carnaval, mas contra os excessos", lembrando que Dom Eugênio só autorizou o advogado da Arquidiocese a entrar com a ação na Justiça depois que o Bispo auxiliar, Dom Romeu Brigenti, escreveu uma carta aos presidentes da Beija-Flor e da Tradição "ponderando ser inaceitável o uso de símbolos religiosos em festas profanas". Como não obteve resposta das escolas, a ação foi impetrada na Justiça. Em entrevista para a Folha de S.Paulo, no domingo de carnaval, Anísio Abraão declarou que "a imagem (do Cristo Redentor) é usada pelo BANERJ, supermercados, nas tabelas dos táxis e até em campanhas políticas e nunca ninguém proibiu". Também disse que o Cristo iria para a avenida, mas que o carnavalesco faria algumas modificações na alegoria. Laíla reivindica para si a ideia de cobrir a estátua do Cristo com plástico preto e pendurar uma faixa com a inscrição "Mesmo proibido, olhai por nós!". Joãosinho Trinta nunca negou a versão contada por Laíla. Confrontado, preferia celebrar o desfile como uma obra coletiva da Beija-Flor. Antes do desfile, uma nova decisão judicial liberou a escola para apresentar o "Cristo mendigo", mas Joãosinho decidiu manter a escultura coberta, alegando que "tiraram a proibição do papel, mas não do pensamento".
"É a primeira censura das autoridades a uma alegoria de escola de samba e para nós foi chocante, pois quisemos homenagear o Cristo como símbolo da cidade do Rio de Janeiro, num pedestal, em que os pobres e os mendigos estão ali representados alegoricamente. Quisemos reverenciar o Cristo não apenas como redentor, mas como símbolo da tolerância e da fraternidade com os mais carentes, o que reflete uma realidade do nosso país, em que o luxo convive com o lixo alegoricamente, mas, lamentavelmente, não fomos compreendidos."
— Joãosinho Trinta, sobre a censura ao "Cristo mendigo".

## O desfile
A Beija-Flor foi a penúltima das nove escolas que se apresentaram na segunda noite do Grupo 1 de 1989, iniciando seu desfile com o dia clareando, no início da manhã da terça-feira de carnaval, dia 7 de fevereiro de 1989. Acusado de não saber trabalhar com pouco dinheiro, Joãosinho preparou um desfile usando materiais baratos, sucata e sobras de carnavais anteriores. Diversos estilos artísticos foram utilizados para qualificar o desfile. Algumas fontes apontam que o carnavalesco teria tido influência do musical Les Misérables, algo nunca confirmado por Joãosinho. Na transmissão do desfile pela Rede Manchete, Fernando Pamplona comparou o estilo do desfile ao musical Ópera dos Três Vinténs, do dramaturgo alemão Bertolt Brecht. Para o jornalista Bernardo Goldwasser, do jornal O Globo, o desfile teve características surrealistas semelhantes ao filme Um Cão Andaluz (1929), do cineasta Luis Buñuel em parceria com o pintor Salvador Dalí. O jornalista Adelzon Alves comparou o "banquete dos mendigos" do desfile ao filme Viridiana (1961), de Buñuel, que também causou polêmica e censura da Igreja Católica ao encenar uma "santa ceia" com mendigos. Especialistas também qualificaram o desfile como "felliniano", em referência a obra do cineasta italiano Federico Fellini; e "glauber-rochiano" em referência a obra do cineasta brasileiro Glauber Rocha. O músico e professor de literatura José Miguel Wisnik declarou que é difícil classificar a obra do carnavalesco porque ele é "singular e único".

### Roteiro
O convite

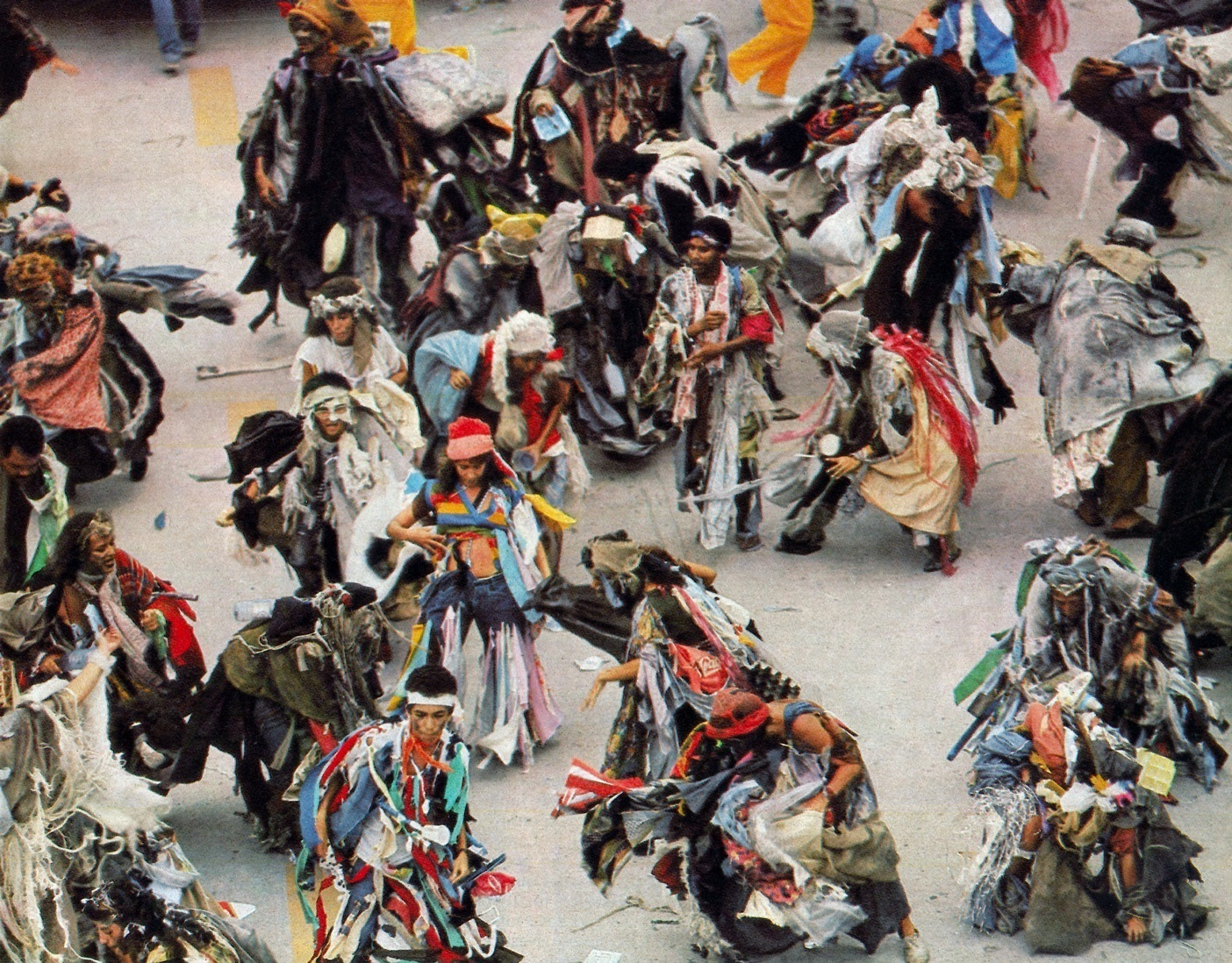
Ala de "mendigos" desfilou com fantasias confeccionadas com retalhos de tecidos.

O primeiro setor do desfile foi formado por diversos componentes interpretando mendigos. Segundo o roteiro da apresentação, esse início de desfile expõe "a falta de empregos, de orientação e tantas outras carências" que gerou uma "quantidade enorme de mendigos, famintos, desocupados, loucos, pivetes, meretrizes, travestis que povoam os espaços do Brasil". O desfile foi aberto pela Comissão de Frente, coreografada pelo teatrólogo Amir Haddad, com quatorze integrantes do seu grupo teatral, o Tá na Rua. Os componentes da Comissão interpretavam mendigos com roupas confeccionadas com retalhos de tecido branco, chapéu e calçado. Segundo o roteiro do desfile, "mendigos de gala". Após a Comissão, desfilou o icônico carro abre-alas com o "Cristo mendigo" coberto com um plástico preto com uma faixa branca com a inscrição "Mesmo proibido, olhai por nós!". Na base do carro, diversos componentes interpretando mendigos. O carro abre-alas foi seguido por uma ala de componentes interpretando mendigos.

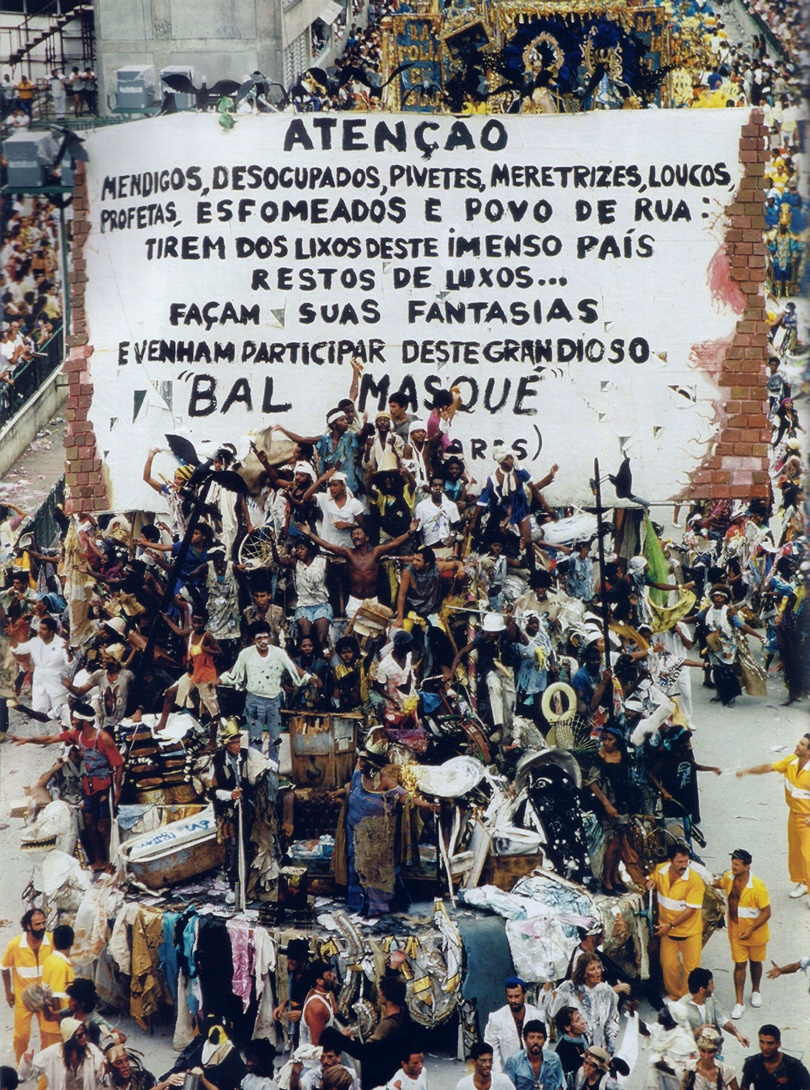
Alegoria do convite, que encerrou o primeiro setor do desfile.

Fechou o primeiro setor a segunda alegoria, que simbolizou um lixão com vários mendigos e um grande cartaz, como se fosse um muro pichado, com a inscrição: "Atenção: Mendigos, desocupados, pivetes, meretrizes, loucos, profetas, esfomeados e povo de rua: Tirem dos lixos deste imenso país, restos de luxos... Façam suas fantasias e venham participar deste grandioso Bal Masqué (Baile de máscaras)". Na parte de trás do cartaz constava a inscrição: "Mendigos, a Sapucaí é vossa!". Os mendigos do primeiro setor foram interpretados por atores de diversos grupos teatrais, como o Tá na Rua, de Amir Haddad; o grupo Star, de Anderson Müller (filho do presidente da Beija-Flor, Anísio Abraão); o grupo Quizomba; além de alunos das escolas de teatro da UNIRIO, da CAL e do Tablado. Entre os atores famosos que desfilaram como mendigos estavam Deborah Evelyn, Guilherme Fontes, Isabela Garcia e Marcos Breda; além dos carnavalescos Paulo Barros e Viriato Ferreira. As fantasias de mendigo foram confeccionada pelos próprios atores, com roupas e acessórios usuais do cotidiano, que foram sujos e rasgados. As fantasias das demais alas foram desenhadas pelo carnavalesco Viriato Ferreira.
O lixo do luxo
No segundo setor do desfile, o povo das ruas atende ao "convite" para que fizessem do lixo suas fantasias. Com alegorias e fantasias em tons predominantemente azul e dourado, o setor simboliza um delírio dos mendigos que, fantasiados, se transformam em reis e rainhas. Segundo o enredo, "restos de carnavais, de brilhos, cores e formas começam a ser procurados nas lixeiras. Todos querem se aprontar para a festa. Na procura desses materiais eles gritam: ratos e urubus, larguem minha fantasia!". O setor é aberto pela antiga Comissão de Frente da Beija-Flor, formada por homens negros, representando os "Guardiões do Rei e da Rainha dos Mendigos". Logo após a Comissão, uma alegoria reproduz um palácio medieval, tendo como destaques de luxo Isabela Dantas e Isidoro como "Rainha e Rei dos Mendigos" e, acima deles, Jésus Henrique com uma luxuosa fantasia preta de "Urubu Real". A alegoria tem ainda estandartes com as inscrições "Sou na vida um mendigo" / "Na folia eu sou rei", trecho do samba-enredo do desfile. A quarta alegoria, também com contornos medievais, teve como destaque Beth Antunes. O desfile da "corte imaginária" terminou com a quinta alegoria, batizada de "Lixo do Luxo", que teve Linda Conde como destaque. O carro foi decorado com fantasias usadas por Linda em carnavais anteriores.
O lixo das igrejas

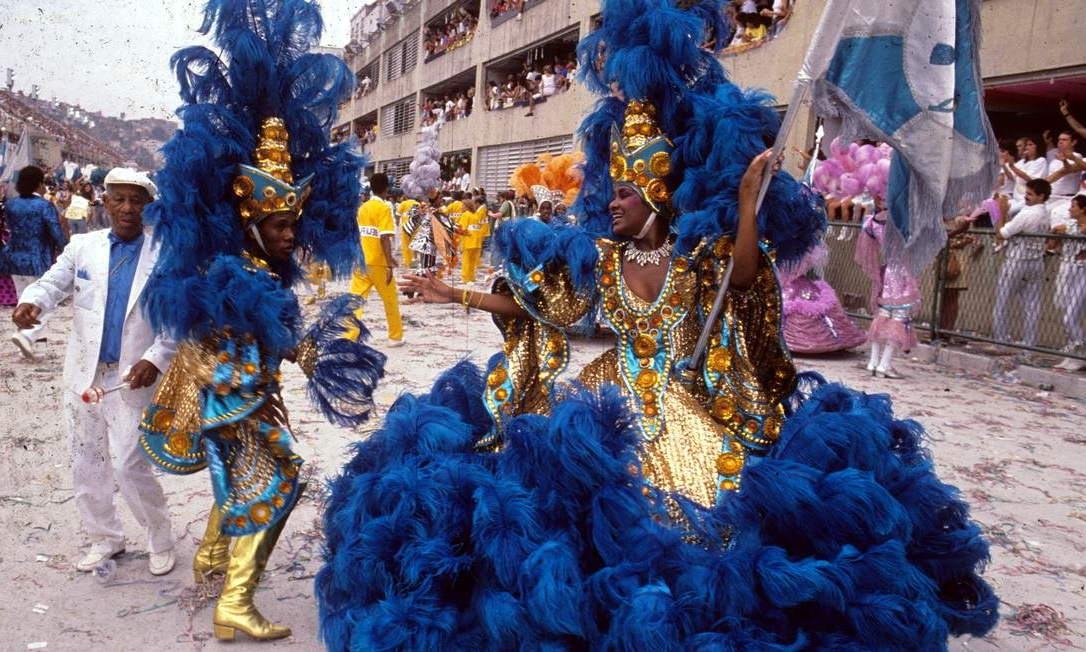
Marco Aurélio e Rosária, primeiro casal de mestre-sala e porta-bandeira da Beija-Flor.

No terceiro setor, o desfile abordou a exploração espiritual, a riqueza adquirida com a fé alheia e a promessa de salvação das almas. A sinopse do enredo cita igrejas Católicas, Protestantes, Umbandistas e Eletrônicas (conceito destinado a programas religiosos em rádio e televisão). No delírio proposto pelo enredo, componentes do setor encarnam mendigos que pedem esmolas na porta de templos e igrejas, e que aceitam o convite para o "baile de máscaras", fazendo do lixo suas fantasias. Neste setor desfilou o primeiro casal de mestre-sala e porta-bandeira da Beija-Flor, Marco Aurélio e Rosária, com fantasias em tons de azul claro e dourado, com plumas no tom azul escuro. Marco Aurélio e Rosária estrearam no carnaval, após vencerem um concurso pra substituir Élcio PV e Dóris, casal anterior da Beija-Flor. Atrás de Marco e Rosária desfilaram outros sete casais de mestre-sala e porta-bandeira, com fantasias coloridas. Em determinado momento, os casais davam as mãos e formavam um círculo. Após os casais, desfilou a bateria da escola, comandada por Mestre Pelé (Milton Rodrigues), auxiliado por Bitinho e Jaiminho. Ritmistas usavam roupas em tons de azul claro, branco e preto. À frente da bateria, desfilou um grupo de passistas mulheres e pandeiristas homens liderados pela madrinha da bateria, Neide Tamborim.

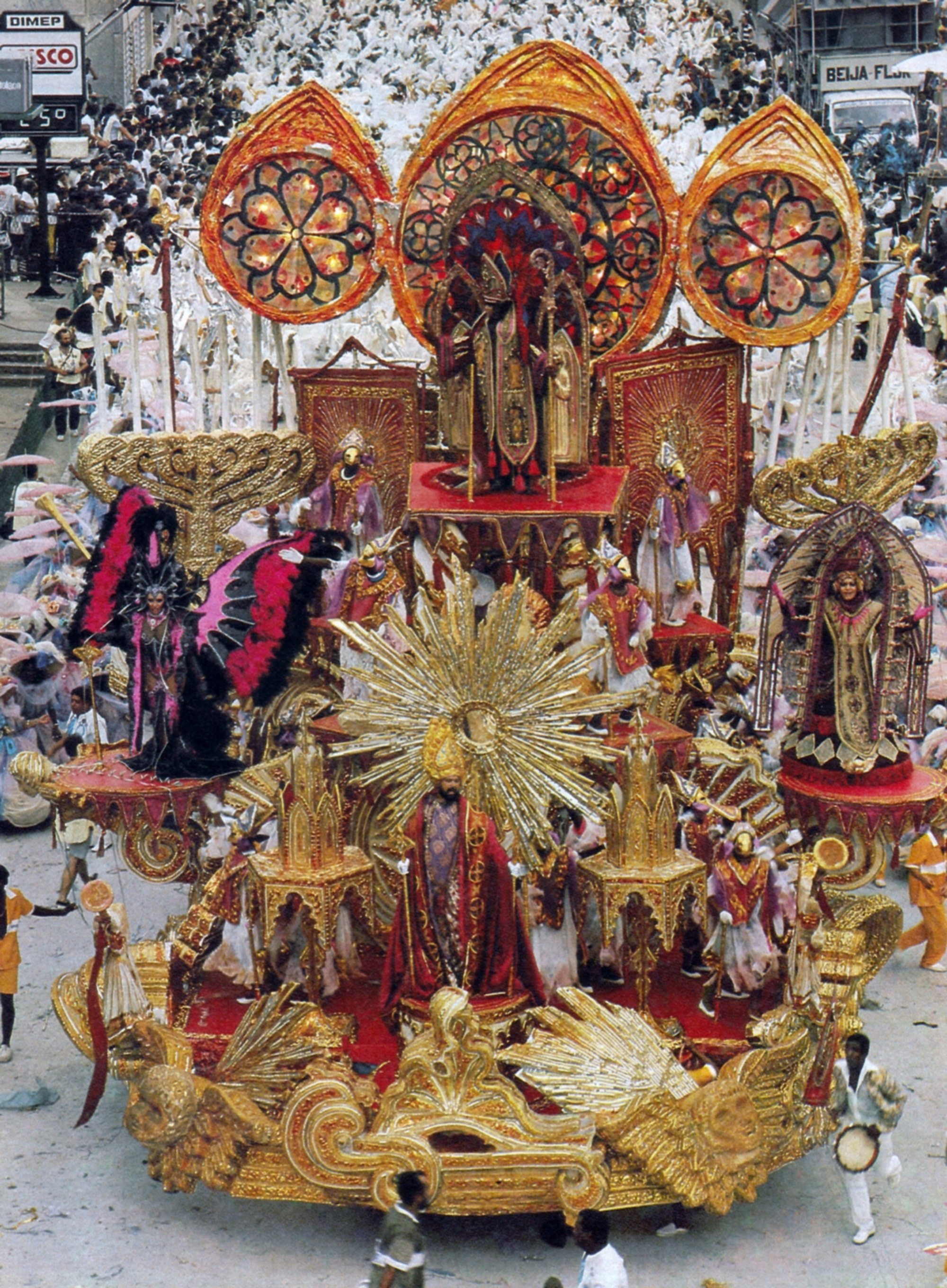
Com inspiração católica, a alegoria que encerrou o setor do "lixo nas igrejas".

Encerrando o setor, desfilou a sexta alegoria, representando uma igreja com reproduções de vitrais, candelabros, esculturas de anjos, e detalhes em vermelho e dourado, inspirados na estética católica. Componentes desfilaram com fantasias que lembram as vestes de padres, cardeais e santos católicos.
O lixo da guerra
O quarto setor fez referência aos profetas de rua e aos loucos que "produzem os morticínios, as guerras. Os que ganham dinheiro com o sangue humano derramado. Fabricantes e mantenedores de situações obscuras na terra, no mar, e no ar". O setor foi aberto pela ala da damas da Beija-Flor, que desfilou carregando sombrinhas e com fantasias em tons de rosa, roxo e branco. As alas seguinte fizeram referências ao Profeta Gentileza, ao imperador romano Nero e ao imperador francês Napoleão Bonaparte. Encerrando o setor, desfilou a sétima alegoria, que tinha a reprodução de quatro cavalos coloridos, representando os quatro cavaleiros do apocalipse, personagens descritos na terceira visão profética do Apóstolo João no livro bíblico de Apocalipse. Segundo o roteiro do desfile, o cavalo branco simbolizou a carestia; o vermelho é a guerra; o amarelo é a peste; e o preto é o justiçamento. A base do carro tinha a reprodução de tanques de guerra.
O lixo do sexo
O quinto setor foi aberto pela Velha Guarda da Beija-Flor com figurinos tradicionais (terno e leque para as mulheres; fraque e cartola para os homens) nas cores da escola, azul e branco. O setor abordou "o lixo do sexo". Segundo o roteiro do desfile, "as meretrizes, embevecidas, nem acreditaram quando souberam do convite. Saíram da Lapa e correram para a Rua Alice. Foram procurar velhos "pegnoirs" coloridos, perucas, espartilhos e calcinhas pretas bordadas. Estão sempre acompanhadas dos Zés Pilintras que cercam seus passos. Como libélulas voaram para além do tempo. Chegaram ao Império das Cortesãs, das Bacantes, das prostituições, dos sadismos, das inversões e perversões sexuais". No delírio proposto pelo enredo, as prostituas que ganham a vida nas ruas do país se juntam aos mendigos, profetas e loucos para o "grande baile" na Sapucaí. Nas alas do setor, mulheres desfilaram de espartilhos e perucas coloridas, acompanhadas de homens vestidos de terno e cartola, representando gigolôs. Encerrando o setor, desfilou a oitava alegoria, que representou um "sauna romana" com casais de homens e mulheres, com pouca roupa, desempenhando uma coreografia sensual. Algumas mulheres desfilaram com os seios nus, enquanto alguns homens desfilaram de tanga fio-dental de couro. Entre os destaques da alegoria estavam Alexandre Frota, Sônia Lima e Eloína dos Leopardos.
O lixo da imprensa
No sexto setor, componentes desfilaram com fantasias de Arlequim, Pierrot e Colombina, confeccionadas com pedaços de revistas e jornais. Seguindo a trama proposta pelo enredo, catadores de papel confeccionam suas fantasias de papel para participar do "grande baile". O setor foi encerrado pela nona alegoria do desfile, em referência à imprensa sensacionalista, chamada de imprensa marrom. O carro alegórico tinha a reprodução de uma televisão, de onde saíam ratos e armas de fogo.
O lixo da política

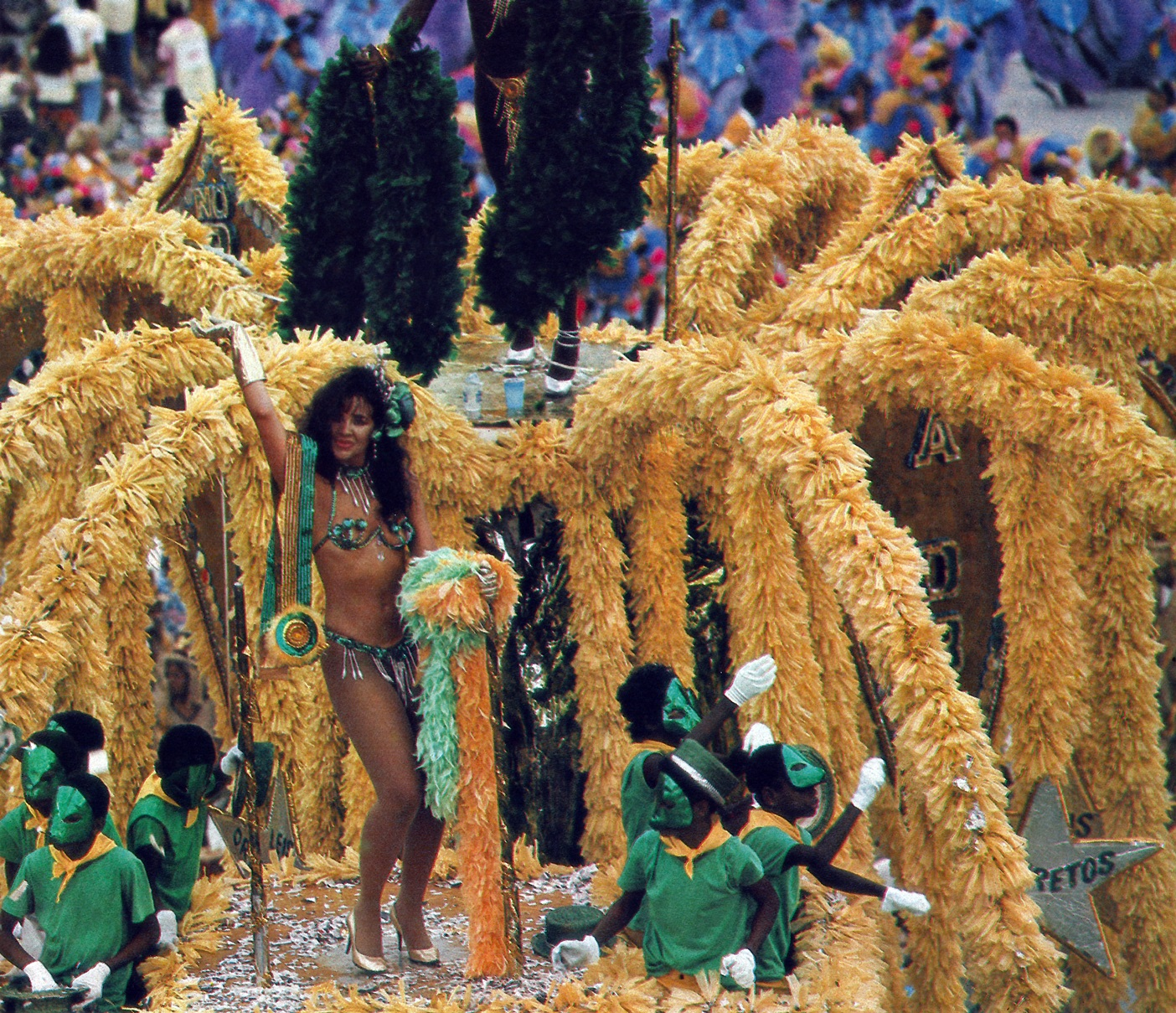
Detalhe da alegoria "Oba Oba no Planalto".

No sétimo setor, com fantasias em tons de verde e amarelo, alas fizeram referência a políticos, doleiros e a "cartolas" do futebol (termo depreciativo para se referir aos dirigentes de clubes de futebol que utilizam sua posição de destaque para ganho de benefício próprio). Encerrando o setor, desfilou a décima alegoria do desfile, "Oba oba no Planalto", com a reprodução do Palácio do Congresso Nacional, onde desfilaram crianças com máscaras de rato. Na base do carro alegórico, mesclando com a estética do teatro de revista, integrantes desfilaram com roupas de vedetes e máscaras de políticos como Lula, Brizola, Delfim Moreira e Ulysses Guimarães. No alto da alegoria desfilou o ator Jorge Lafond.
O lixo dos brinquedos
O oitavo, e mais colorido setor do desfile, fez uma crítica à fabricação de brinquedos imitando armas de fogo. Componentes das alas desfilaram com fantasias de palhaço, espantalho, odalisca, bruxa e bate-bola. Encerrou o setor uma alegoria com a reproduções de brinquedos infantis, tendo como destaque principal a apresentadora Xuxa e as Paquitas.
A xepa da feira

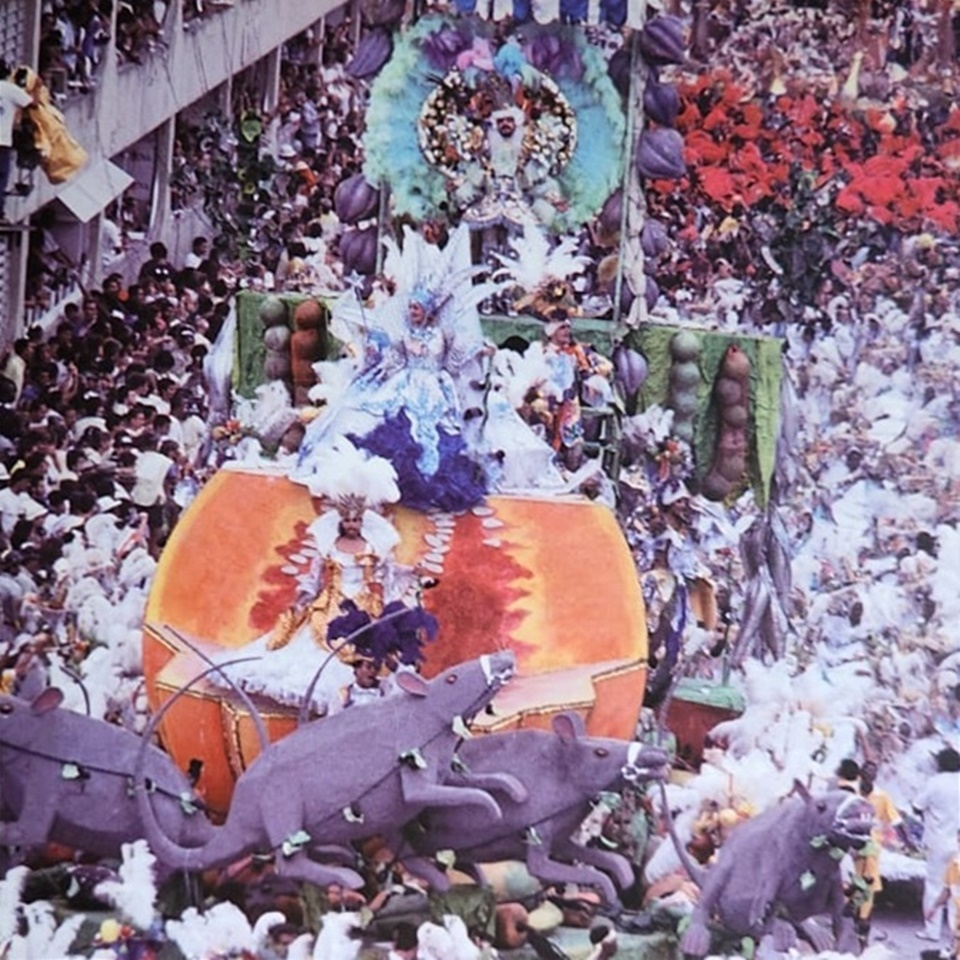
Alegoria da feira fez uma releitura da carruagem de abóbora da Cinderela.

O nono setor do desfile fez referência aos catadores de verduras, frutas e legumes descartados nas feiras. Segundo o roteiro do desfile, "nas primeiras horas da manhã, a feira vende o que tem de melhor para os que ainda podem pagar. O resto é a xepa. E, quem nem pode pagar a xepa, come mesmo é o lixo da xepa. Estes famintos leram também o convite. Todos cataram restos de legumes, frutas e flores para compor sua fantasia". Encerrando o setor, desfilou a 12.º alegoria do desfile, que reproduziu uma carruagem de abóbora puxada por ratos, simbolizando o delírio de fome dos catadores em meio os restos de alimentos da feira.
O banquete dos mendigos

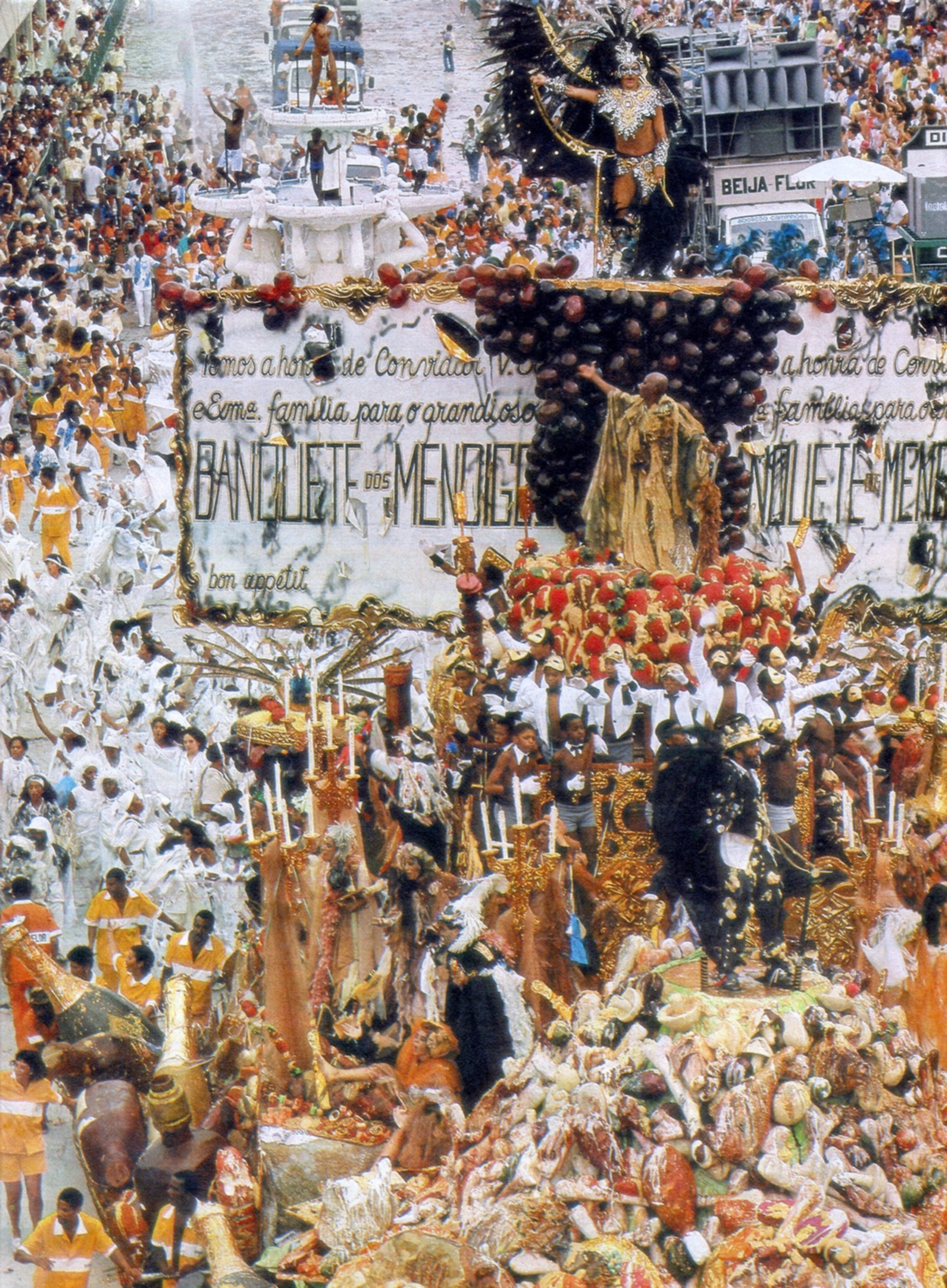
Alegoria "Banquete dos Mendigos" e, atrás, a alegoria do Chafariz, que encerrou o desfile da Beija-Flor em 1989.

O décimo setor foi aberto pela Ala de Baianas, que desfilou com fantasia branca com pano da costa feito de chitão e chapéu reproduzindo um cesto de frutas decorado com plumas brancas. Seguindo o delírio proposto pelo enredo, no décimo setor acontece o "baile dos mendigos" para o qual todos se prepararam desde o início do desfile. Após as Baianas desfilou uma grande ala de componentes interpretando mendigos, com versões esfarrapadas de trajes a rigor. Uma outra ala, com fantasias em tons de vermelho e preto, fez alusão às entidades de rua, com mulheres representando pombas-giras e homens representando exús. A seguir, desfilou a 13.º alegoria do desfile, que representou o "banquete dos mendigos". O carro alegórico tinha reproduções de vários alimentos empilhados, formando uma montanha de bebida e comida. Segundo o roteiro do desfile, são alimentos de boa qualidade: "Magníficas sobras de comidas, bebidas e sobremesas. Restos de caviar, faisões, perus, peixes, lagostas, cascatas de camarões, queijos finíssimos, vinhos, whiskys, vodkas, champanhes, licores. Neste magnífico banquete dos mendigos, foi impossível afastar os ratos e urubus. Eles esperam o final para devorarem o resto dos restos". A parte alta da alegoria tinha um grande cartaz com a inscrição "Temos a honra de convidar V.Sa., e Exma. Família para o grandioso Banquete dos Mendigos! Bon appétit". Pinah Ayoub desfilou como destaque central no carro. O desfile foi finalizado com uma ala de componentes vestidos de mendigos com roupas brancas, "limpas". E, por fim, a 14.º alegoria, com a reprodução de um chafariz, com efeitos de água, onde alguns meninos tomavam banho. No alto da alegoria, desfilou a destaque Ana Gláucia, de seios nus, em meio a água que jorrava do carro. Segundo o roteiro do desfile, "em todos os chafarizes da Cidade Maravilhosa os mendigos se banham. Lavam suas roupas e seus andrajos. Lavam suas almas que são puras. Lavam as sujeiras da cidade que carregam na poeira do corpo". Após a última alegoria, Joãosinho Trinta desfilou em cima de um carro pipa da Comlurb (Companhia Municipal de Limpeza Urbana do Rio de Janeiro) jogando água no público presente do Sambódromo. Todos os diretores da escola, e o próprio carnavalesco, vestiam roupas laranjas que imitavam o uniforme da Comlurb.

## Recepção dos especialistas
A imprensa aclamou o desfile com adjetivos como "antológico", "apoteótico", "chocante", "incrível", "inovador" e "revolucionário", listando a Beija-Flor entre as favoritas ao título de campeã com vantagem sobre outras escolas como Imperatriz, Salgueiro, Vila Isabel e União da Ilha. Milton Abirached, do jornal O Globo, escreveu que a "Beija-Flor causou comoção na Sapucaí com nova revolução [..] O que aconteceu na Marquês de Sapucaí, em termos de movimentos artísticos, é algo que demora décadas, gerações para vir ao mundo [...] Joãosinho Trinta devastara o mundo, e sua crítica demolidora não perdoou ninguém. Nunca o esgoto foi tão bonito, contagiante, e defendido de forma tão coesa e empolgada". Marcos Faerman, do Jornal da Tarde, qualificou o desfile como "um evento escandaloso, criativo, profundo" e "glauber-rochiano" em comparação com a obra do cineasta brasileiro Glauber Rocha. Em sua crítica, a revista Veja escreveu que "Joãosinho Trinta roubou o carnaval; entrou na avenida com seu 1,55m de altura e saiu com a estatura de um gigante popular". O Jornal do Brasil classificou o desfile como "imprevisível e desconcertante", apontando que "eram duas escolas de samba numa só: uma, do luxo paramentado com lixo; outra, do lixo ornamentado com luxo". Na transmissão do desfile pela TV Globo, Paulinho da Viola declarou que estava vendo "algo criativo, surpreendente e novo" e que "só Joãosinho Trinta e a Beija-Flor poderiam fazer um enredo como esse. Uma crítica feroz, ao mesmo tempo uma autocrítica, um delírio onde a razão está presente", concluindo que o desfile "é um marco na história do carnaval e das escolas de samba".

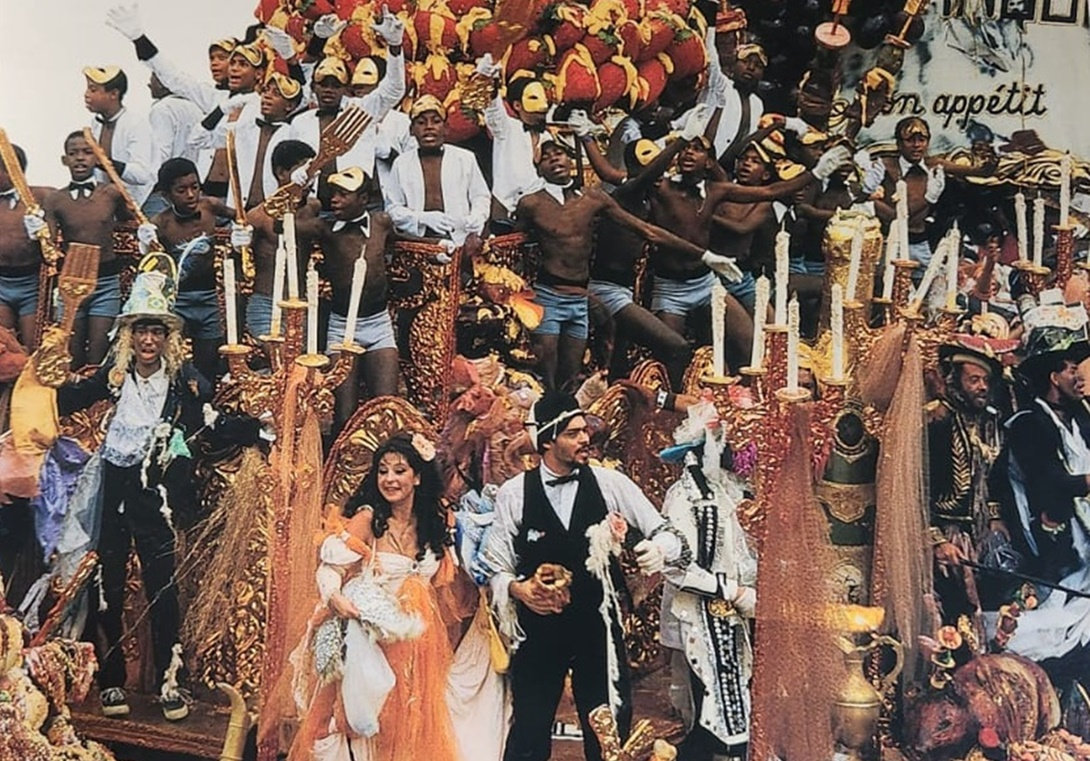
Detalhe da alegoria "Banquete dos Mendigos". Desfile foi aclamado por especialistas com adjetivos como "glauber-rochiano" e "felliniano".

Os jurados do prêmio Estandarte de Ouro também aclamaram Joãosinho Trinta e o desfile. Bernardo Goldwasser classificou o trabalho do carnavalesco como "do mais alto nível plástico", destacando que "esse trabalho todo só foi possível porque a comunidade foi cúmplice e também ajudou a interpretar e criar. Nenhum figurinista sozinho, poderia desenhar os figurinos daquele primeiro grupamento de mendigos, um bloco de sujos com centenas de pessoas. Cada um se vestiu como idealizou e o resultado final foi belíssimo". Para Helena Theodoro, o desfile "além de comprovar a genialidade de Joãosinho Trinta, abriu um caminho para realização de algo novo, marcadamente brasileiro". Segundo Lygia Santos o desfile conseguiu fazer "uma reflexão muito séria, mas também muito solta deste Rio de Janeiro e do Brasil em que vivemos". Roberto Moura apontou que a "transfiguração que Joãosinho realizou derruba o mito de que ele só sabe trabalhar com luxo". Para Ricardo Moraes, o desfile foi um "choque": "Percebi que o público levou um tempo para pensar e perceber o que acontecia. Foi um espanto, um rompimento com o que estava estabelecido na cabeça de todos com relação a desfile de escola de samba [...] "No Brasil de hoje tem havido algumas rupturas, algumas transgressões e a Beija-Flor deste ano fez isso no que tange ao carnaval". Segundo José Carlos Rego, "estava tudo fluindo direitinho na avenida, com as preferências divididas entre Salgueiro, Vila e Imperatriz, quando a Beija-Flor chegou e tomou conta do espaço, violentando a Passarela. A fórmula usada por Joãosinho Trinta não chega a surpreender, pois ele já tinha feito trabalhos maravilhosos, como um perfeito dominador da técnica cênica. Por trás disso havia um belíssimo samba, a colaboração preciosa de Viriato Ferreira, um contingente espetacular, cuja força o Joãosinho soube galvanizar, começando por atrair as crianças. Não havia um só carro em que a garotada negra da baixada, com seu entusiasmo e dedicação, não estivesse presente para passar aquela energia capaz de transformar uma ideia em emoção. Foi o gênio do Joãosinho, é certo, mas foi, além disso, uma obra da coletividade, preparada e consciente de que iria arrebatar a avenida [...] Ter esse contingente capaz de concretizar a ideia é que foi a vantagem inicial da Beija-Flor, daí meus parabéns à escola como um todo. Sobretudo à bateria, que sustentou o mesmo andamento da concentração até o final. Mestre Pelé, Bitinho e Jaiminho estiveram perfeitos no comando, inclusive promovendo aquelas eficientes e arriscadas conversões de tamborim". Para Adelzon Alves, Joãosinho deveria reconhecer que andou errando em suas críticas e que as observações feitas sobre seus trabalhos anteriores é que lhe deram oportunidade de puxar pela inventiva e mostrar sua capacidade de recriar".

## Julgamento oficial
"Eu esperava que a Beija-Flor ganhasse. Me deu pena, depois de tanta empolgação; de tantas páginas nos jornais; depois de ser a única novidade que surgiu na avenida. Ao contrário do povo, os juízes não entenderam nada. O normal ganha de novo. Mas esta não foi a visão do povo. O povo viu a mudança e é isso que realmente importa [...] Os jurados deram o campeonato a uma escola que fez uma homenagem à Guerra do Paraguai, onde foram mortos centenas de negros brasileiros. Essa colocação foi muito infeliz e os jurados deram nota dez para o enredo, o que ajudou na contagem final. Nós trouxemos um enredo atual e verdadeiro e não fomos campeões. Isso me choca".

— Desabafo de Joãosinho Trinta após a derrota da Beija-Flor para a Imperatriz.
A Beija-Flor foi a vice-campeã do carnaval de 1989 no critério de desempate após somar a mesma pontuação que a Imperatriz Leopoldinense. Dos trinta julgadores, apenas três não deram nota máxima à Beija-Flor. Seguindo o regulamento do concurso, as três notas foram descartadas, mas reutilizadas para efeito de desempate. A escola de Nilópolis obteve três notas abaixo da máxima, enquanto a Imperatriz recebeu nota máxima de todos os jurados, conquistando o título de campeã. Luizinho Drummond, presidente da Imperatriz, e Anísio, da Beija-Flor, chegaram a se abraçar e comemorar o empate. Festejado, Anísio foi carregado por componentes da Beija-Flor até seu carro e saiu do Maracanãzinho certo da vitória. Ele só foi informado do desempate quando estava a caminho de Nilópolis. A Imperatriz foi campeã desfilando com o histórico samba-enredo "Liberdade, Liberdade, Abre as Asas Sobre Nós", sobre os cem anos da Proclamação da República do Brasil. O então presidente do Brasil, José Sarney, enviou um telegrama para Imperatriz e Beija-Flor, congratulando "pela justa premiação conquistada", concluindo que "mais uma vez, tivemos a vitória da alegria, da criatividade, e do entusiasmo, marcas da personalidade de um povo invencível - o povo brasileiro". Mesmo com a derrota, a quadra da Beija-Flor recebeu milhares de pessoas, que festejaram durante toda a madrugada.

### Justificativas
"Não questiono a escolha dos jurados, mas acho estranho que apenas três, entre milhões de pessoas, não tenham considerado perfeito o carnaval da Beija-Flor".

— Anísio Abraão David, presidente da Beija-Flor, sobre o resultado do carnaval de 1989.
- O jornalista João Máximo, julgador do quesito Samba-enredo, deu nota nove ao samba da escola por causa do refrão "Leba larô, ôôôô / Ebó lebará, laiá, laiá ô", que considerou "ofensivo à língua portuguesa". Numa entrevista ao Jornal do Brasil, Máximo declarou que "uma escola não pode colocar milhares de pessoas na avenida cantando sem saber o quê" e que "Esse negócio de africanidade nas letras é uma babaquice". O jornalista recebeu duras críticas e foi acusado de racismo. Tempos depois, Máximo declarou que se arrependeu da entrevista e que "deveria ter falado apenas da qualidade musical" do samba.[1]

- Pedro Ângelo, julgador do quesito Conjunto, deu nota nove à escola por que "a partir da metade do desfile, as alas se embolaram". Anos depois, Pedro declarou que sua nota foi correta e que faria novamente da mesma forma: "Ninguém vê o que o olho do julgador vê. Estamos lá para isso. Julguei com boa intenção, baseado no que vi".[25]

- O julgador Cláudio Cunha, do quesito Evolução, deu nota nove, alegando que a escola abriu um "buraco" (espaço vazio) em sua frente. Anos depois, Cláudio declarou que "Se soubesse que a nota tiraria o título, teria dado dez à Beija-Flor. Lamento por aquilo. A escola estava impecável".[25]

## Premiações
A Beija-Flor foi a agremiação mais premiada do Estandarte de Ouro de 1989, recebendo quatro prêmios, incluindo o principal, de melhor escola.
- Melhor escola
- Melhor enredo
- Melhor mestre-sala (Marco Aurélio)
- Personalidade do Ano (Joãosinho Trinta)

## Desfile das Campeãs

Componentes tentam arrancar o plástico do "Cristo mendigo" no Desfile das Campeãs.

Com o vice-campeonato, a Beija-Flor foi classificada para se apresentar no Desfile das Campeãs, na madrugada de 12 de fevereiro de 1989.  A escola foi a penúltima a desfilar, antes da campeã, Imperatriz. Diferente do desfile oficial, em que se apresentou com a luz do dia, nas 'Campeãs' a escola se apresentou de noite. Atrás do carro abre-alas, a Beija-Flor desfilou com três bonecos de malhação de Judas, representando os três jurados que lhe tiraram pontos, além de uma faixa com a inscrição "Ele teve um Judas; a Beija-Flor teve três". Na véspera do desfile, o juiz Carlos Davidson de Meneses Ferrari novamente proibiu a escola de desfilar com o "Cristo mendigo", atendendo a um pedido da Arquidiocese do Rio. Mas no dia do desfile, uma nova sentença, proferida pelo juiz Arnaldo Pereira de Barros Netto, autorizou o desfile da alegoria, desde que coberta e sem a faixa com a inscrição "Mesmo proibido, olhai por nós!". Policiais militares foram enviados para a área de concentração da escola para impedir que a alegoria desfilasse descoberta e com a faixa. Joãosinho Trinta tentou argumentar com os policiais, mas o presidente da Beija-Flor, Anísio Abraão, ordenou que a faixa fosse retirada da alegoria. Joãosinho então pegou a faixa e tentou levá-la na frente da ala dos mendigos, argumentando que a decisão judicial apenas proibiu o uso na alegoria. A atitude irritou Anísio, que tomou a faixa das mãos do carnavalesco e a rasgou, gerando uma discussão entre os dois. Durante o desfile, quando o "Cristo mendigo" chegava na metade da pista, componentes da escola arrancaram o plástico preto, sob aplausos do público presente no Sambódromo. Diretores da escola subiram na alegoria e cobriram novamente o Cristo, recebendo vaias da plateia. Novamente os componentes arrancaram o plástico preto e o Cristo chegou ao final do desfile apenas com a cabeça e a mão direita cobertas.
"Momento glorioso, glorioso! O povo aplaude. Acompanhem, pelo amor de Deus! Jamais vi um espetáculo tão bonito, gente! Entra agora a polícia, entra agora essa Justiça fajuta. Entrem agora no meio do povo, se tiverem coragem! Impeçam, se tiverem coragem! Vejam que bonito, até do ponto de vista estético. Que desonestidade proibirem uma beleza dessas."
— Fernando Pamplona, durante a transmissão ao vivo do desfile pela Rede Manchete, ao assistir os componentes arrancando o plástico preto do "Cristo mendigo".

No dia seguinte ao Desfile das Campeãs, o cardeal arcebispo do Rio, Dom Eugênio Sales, determinou a transformação da missa de abertura da Campanha da Fraternidade em um ato de desagravo oficial à "exploração da imagem de Cristo no carnaval". O bispo Dom José Carlos de Lima Vaz dedicou todo o sermão da missa ao assunto, declarando que houve uma cena "altamente profanatória" quando o plástico preto foi retirado da alegoria no desfile, e "apareceu bem nítida a imagem de Cristo e ele se tornou o objeto do escárnio das pessoas", pontuando que "não podemos permitir a chacota, a exploração comercial e a profanação de um símbolo religioso diante dos olhos do público". Também declarou que "não podem os homens da Igreja ficar calados quando os homens querem usar o símbolo numa festa em que muitas vezes há abusos" e que "não podemos usar impunemente a miséria do povo para se promover. O povo merece respeito e deve ser atendido em gestos humildes e desinteressados e não nos espetáculos".

## Reconhecimento

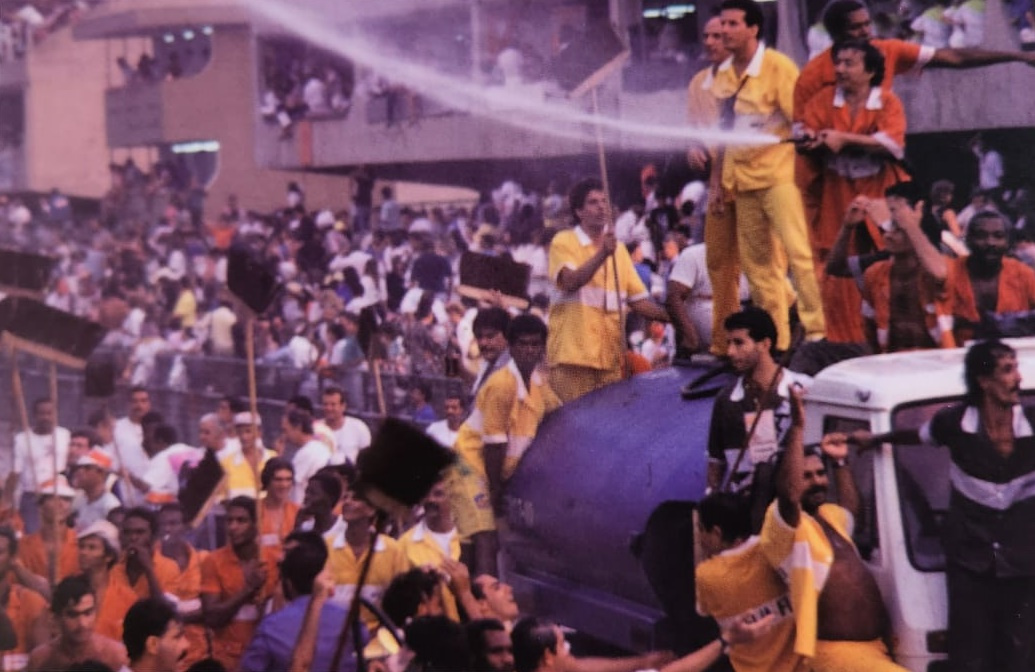
Joãosinho Trinta em cima de um carro-pipa molhando o público no Sambódromo ao final do desfile. Carnavalesco foi celebrado pela crítica especializada e artistas de diversas áreas.

O desfile é comumente listado entre os melhores desfiles da história do carnaval carioca. Para alguns especialistas, como Aydano André Motta, trata-se do maior desfile da História. Segundo o jornalista, "Joãosinho Trinta fez sua obra-prima, conjugando show turístico com a mais perfeita tradução de espetáculo cultural". Para o jornalista Leonardo Bruno, "foi o mais revolucionário desfile do Sambódromo e eternizou Joãosinho Trinta como o maior carnavalesco da festa". O desfile da Beija-Flor é reconhecido por artistas brasileiros de diversas áreas. O artista plástico Ivald Granato declarou que foi o "visual mais louco e interessante que viu na vida" e que "a arte povera e o neoexpressionismo alemão ficam a desejar diante do que fez Joãosinho Trinta". Segundo o pintor Glauco Rodrigues, o desfile foi "uma obra-prima, pela variação em torno do cinza e pela fusão de tons frios e quentes". Para a artista plástica Tomie Ohtake, o desfile foi "belo, mas confusional, porque sugeria um outro sentido do belo". O crítico de arte Jacob Klintowitz declarou que Joãosinho "recuperou o sentido trágico do expressionismo, conservando a grande energia da alegria, que é uma marca nacional". Para a carnavalesca Rosa Magalhães, "o impacto de Ratos e Urubus foi muito grande, porque houve uma mudança estética". Segundo o escritor Carlos Heitor Cony, "Joãosinho partiu das mesmas premissas criativas e estéticas de Glauber (Rocha), a saber, o improviso e a perplexidade, para conceber esse enredo inventivo; premissa essa que não lhe surgiu da pura imaginação, mas, ao contrário, do olhar crítico, da percepção des-romantizada do real, como sabem fazer os artistas contemporâneos. Joãosinho, por mais letrado que fosse, não dispensou o contato com a gramática popular. Por isso, causou-lhe indignação o estado caótico da cidade".
Na literatura
O desfile é tema de um dos capítulos do livro Por que perdeu? (2018), do jornalista Marcelo de Mello, que lista dez desfiles derrotados que fizeram história no carnaval carioca. Também é tema de capítulos dos livros O Brasil É Um Luxo (2008) de Fábio Gomes e Stella Villares; Maravilhosa e Soberana: Histórias da Beija-Flor (2012) de Aydano André Motta; e As Três Irmãs - Como Um Trio de Penetras Arrombou a Festa (2014) de Alan Diniz, Alexandre Medeiros e Fábio Fabato; além de outros livros sobre carnaval.
No carnaval

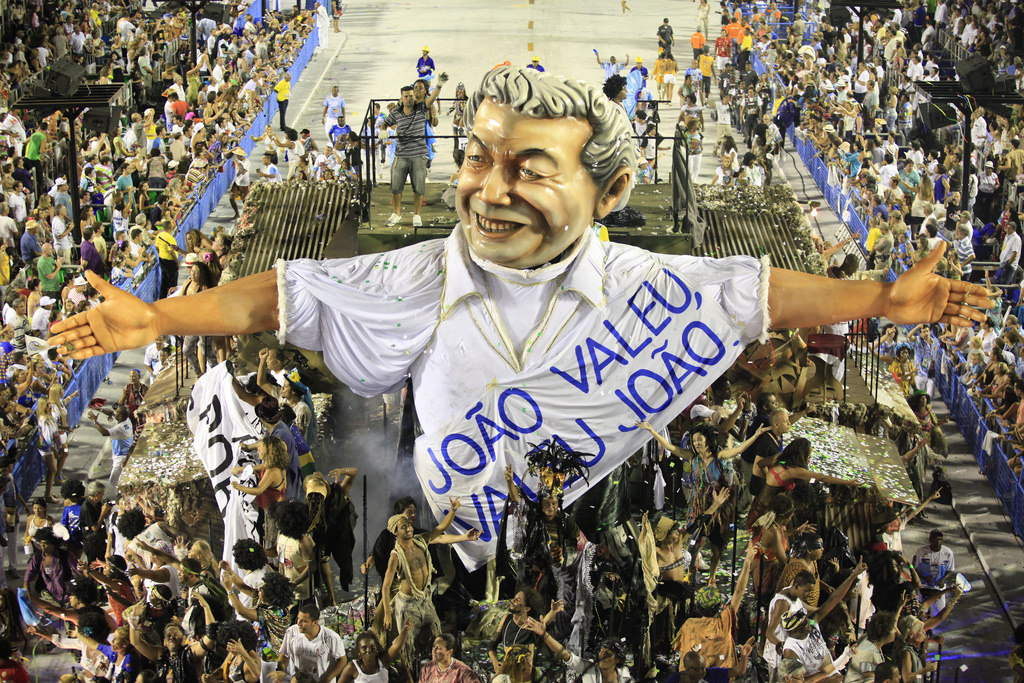
Homenagem a Joãosinho Trinta no desfile de 2012 da Beija-Flor. Alegoria lembrou o "Cristo mendigo" de 1989.

Diversos desfiles de carnaval fizeram referência a "Ratos e Urubus", caso de União da Ilha em 1990 e Acadêmicos da Rocinha em 2004, que desfilaram com enredos em homenagem a Joãosinho Trinta. No carnaval de 2010, a Grande Rio fez um desfile sobre os 25 anos do Sambódromo, com homenagem a Joãosinho e referências a Ratos e Urubus. No carnaval de 2012, a Beija-Flor homenageou Joãosinho na última alegoria com uma escultura do carnavalesco de braços aberto igual ao "Cristo mendigo", cercado por componentes vestidos como mendigos. No carnaval de São Paulo de 2016, a Acadêmicos do Tatuapé realizou um desfile em homenagem a Beija-Flor com referências a Ratos e Urubus e uma réplica do "Cristo mendigo".
Na música
O desfile inspirou um dos versos da música "Reconvexo" (1989), composta por Caetano Veloso, que questiona "Quem não seguiu o mendigo Joãosinho Beija-Flor?".
No teatro
A peça teatral "Joãosinho e Laíla: Ratos e Urubus, Larguem Minha Fantasia" (2022), com texto de Márcia Santos e direção de Édio Nunes, retratou o processo de criação do desfile e os acontecimentos dele decorrentes, focando nos temperamentos, visões de mundo e de vida do carnavalesco Joãosinho Trinta e do diretor de carnaval Laíla.
Nas artes visuais
A exposição "Ratos e Urubus", idealizada pela colecionadora Alayde Alves e organizada por Carlos Eduardo Riccioppo e Thaís Rivitti entre 2019 e 2020, em São Paulo, reuniu uma seleção de artistas e obras contemporâneas que dialogam com o desfile.

## Anos posteriores
Nos carnavais seguintes, Beija-Flor e Joãosinho seguiram apostando em enredos com críticas sociais, mas sem obter o mesmo sucesso. A Beija-Flor foi novamente vice-campeã no carnaval de 1990 com o enredo "Todo Mundo Nasceu Nu" e se classificou em quarto lugar no carnaval de 1991 com "Alice no Brasil das Maravilhas". No carnaval de 1992, Joãosinho abandonou a crítica social para realizar um desfile sobre televisão brasileira. A Beija-Flor se classificou em sétimo lugar, seu pior resultado desde 1975, e Joãosinho deixou a escola após dezessete carnavais na agremiação.